# 倒產法
倒產法，指對財務發生破綻（即陷於倒產狀態）之個人或公司，施以清算或協助其重建的法律程序之總稱；又稱為倒產處理法、倒產法制。
在中華民國法律體系，與倒產有關的法律，包括中華民國破產法、消費者債務清理條例、公司法第282條以下的重整程序等等。2016年司法院提出修法案，計畫將破產法全面修正並更名為債務清理法，該法案因立法院改選而廢案。

## 種類
倒產處理法，分為重建型程序與清算型程序。
因財務困難而進行倒產處理的人，稱為「倒產債務人」或「債務清理債務人」。其債權人稱為「倒產債權人」或「債務清理債權人」。因進行倒產處理時，債務人通常已經沒有財產，因此倒產程序結束後，債權人之債務能夠獲得清償之比例通常甚低，例如3%或5%。

### 重建型程序
重建型程序，是以維持事業之經營為前提，所進行之債務整理程序。

### 清算型程序
清算型程序，是將財產全部變賣、清算後，公平分配給所有債權人。
債務人是個人時，清算結束後，尚未清償之債務，可能在若干條件下，一筆勾銷。此稱為「免責」。債權人則必須承擔損失。可否免責、在何種條件下給予債務人免責，是立法政策的問題。鼓勵創業的國家（如美國），免責要件寬鬆。「欠債還錢天經地義」的思想濃厚的國家，則課予嚴格的免責要件。台灣的消費者債務清理條例有規定免責的要件。台灣的現行破產法則採取一律免責的立法政策，不過如此一來反而導致不公平，而降低法院准予宣告破產的意願。
債務人是法人時，清算程序將導致法人格的消滅（如公司之解散）。